# Teaterkatten
Teaterkatten er en dansk teaterpris på 25.000 kroner, der årligt uddeles af Foreningen Danske Teaterjournalister til en opsigtsvækkende sceneinstruktør.

## Modtagere
- 1957 - Torben Anton Svendsen
- 1958 - Anna Borg
- 1959 - Birgit Cullberg
- 1960 - Erling Schroeder
- 1961 - Ukendt
- 1962 - John Price
- 1963 - Ernst Bruun Olsen (2.000 kr.)
- 1964 - Elsa Marianne von Rosen
- 1965 - Holger Boland
- 1966 - Edvin Tiemroth
- 1967 - Leon Feder
- 1968 - Bent Mejding (3.000 kr.)
- 1969 - Preben Harris (3.000 kr.)
- 1970 - Sam Besekow
- 1971 - Klaus Hoffmeyer
- 1972 - Flemming Flindt
- 1973 - Svend Aage Larsen
- 1974 - Kaspar Rostrup
- 1975 - Palle Kjærulff-Schmidt
- 1976 - Carsten Brandt
- 1977 - Jørgen Heiner (5.000 kr.)
- 1978 - Carlo M. Pedersen
- 1979 - Erik Bruhn
- 1980 - Line Krogh (5.000 kr.)
- 1981 - Mogens Pedersen (10.000 kr.)
- 1982 - Brigitte Kolerus (10.000 kr.)
- 1983 - Ulla Gottlieb
- 1984 - Thomas Malling (15.000 kr.)
- 1985 - Peter Langdal (20.000 kr.)
- 1986 - Vibeke Wrede Høffner (20.000 kr.)
- 1987 - Lars Knutzon (20.000 kr.)
- 1988 - Ukendt
- 1989 - Ib Thorup (20.000 kr.)
- 1990 - Vibeke Bjelke: Døgnvæsener
- 1991 - Madeleine Røn Juul
- 1992 - Staffan Valdemar Holm
- 1993 - Henrik Sartou (5.000 kr.)
- 1995 - Kenneth Kreutzmann
- 1996 - Alexa Ther (10.000 kr.)
- 1997 - Kim Bjarke
- 1998 - Emil Korf-Hansen: bedste instruktør
- 1999 - Emmet Feigenberg (15.000 kr.)
- 2000 - Jan Maagaard (15.000 kr.)
- 2001 - Lars Kaalund  (15.000 kr.)
- 2002 - Jens Albinus (15.000 kr.)
- 2003 - Marc van der Velden
- 2004 - Søren Iversen
- 2005 - Katrine Wiedemann
- 2006 - Tim Rushton
- 2007 - Kamilla Wargo Brekling
- 2008 - Christoffer Berdal
- 2009 - Thomas Bendixen
- 2010 - Jacob F. Schokking
- 2011 - Sorella Englund (25.000 kr.) og Nikolaj Hübbe Et folkesagn (25.000 kr.)
- 2012 - Rolf Heim
- 2013 - Heinrich Christensen
- 2014 - Elisa Kragerup (25.000 kr.)
- 2015 - Jacob Stage
- 2016 - Liv Helm (25.000 kr.)
- 2017 - Tue Biering (25.000 kr.)
- 2018 - Sargun Oshana Momentet (Aarhus Teater) (25.000 kr.)
- 2019 - Kasper Holten Amadeus (Det kongelige Teater)
- 2020 - Maria Walbom Vinterberg Mens vi venter på Godot (Teatret ved Sorte Hest)
- 2021 - Kirsten Dehlholm Amduat. En iltmaskine (Hotel Pro Forma)
- 2022 - Stephanie Thomasen Plejer er død – Kalinka (Uppercut Danseteater)
- 2023 - Joy-Maria Frederiksen Cirkusrevyen 2023 (Cirkusrevyen) og Dracula og det store blodbank-gebyr (Sjællands Teater)
- 2024 - Anna Balslev Et drømmespil (Det Kongelige Teater)